# Noko Matlou
Noko Alice Matlou (Moletjie, 30 de setembro de 1985) é uma futebolista profissional sul-africana que atua como atacante.

## Carreira
Noko Matlou fez parte do elenco da Seleção Sul-Africana de Futebol Feminino, nas Olimpíadas de 2012 e 2016. 